# Friedrich von Bernhardi
Friedrich Adolf Julius von Bernhardi, född 22 november 1849 i Sankt Petersburg, död 11 december 1930 i Kunnersdorf nära Hirschberg, i Schlesien, var en tysk militär och författare. Son till Theodor von Bernhardi.
Friedrich von Bernhardi blev officer vid kavalleriet 1870, major vid den tyska generalstaben 1890, överste 1897, generallöjtnant och chef för sjunde divisionen 1904, general av kavalleriet och chef för 7:e armékåren 1907, innan han 1909 tog avsked från det militära. Från 1891 till 1893 var han militärattaché i Bern och från 1898 till 1901 chef för krigshistoriska avdelningen i stora generalstaben. 
Vid första världskrigets utbrott 1914 återinträdde han i militär tjänst efter fem års frånvaro. Han användes i olika befattningar på såväl östfronten som västfronten. Sin största betydelse hade Friedrich von Bernhardi som militärteoretiker.